# Catedral de Villarrica
La Catedral de Villarrica es una iglesia catedralicia de culto católico, sede de la Diócesis de Villarrica, ubicada en dicha ciudad de la Región de la Araucanía, Chile.

## Historia
El 14 de abril de 1946 el obispo Guido Beck de Ramberga bendijo la primera piedra de la Catedral de Villarrica, dejando por acta el siguiente texto: 
«En el año del Señor 1946, el Domingo de Ramos 14 de Abril, gobernando gloriosamente a la Iglesia Universal S.S. Pio XII, siendo Presidente de la República de Chile el Exmo. Sr. Don Juan Antonio Ríos Morales; Nuncio Apost. el Exmo. y Revmo. Sr. Arzobispo titular de Lepanto Monseñor Dr. D. Maurilio Silvani; Intendente de la Provincia de Cautín el Sr. D. Octavio Cruzat Fernández; Alcalde de la Comuna de Villarrica Sr. D. Luis Alfonso Schleyer; Párroco Mis. el R. P. Arcángel de Winterhausen; el Exmo. y Revmo. Sr. Obispo y Vicario Apostólico de la Araucanía Monseñor Guido Beck de Ramberga bendijo la Primera Piedra de la Iglesia Catedral Santa Teresi[t]a de Lisieux y del Obispado».

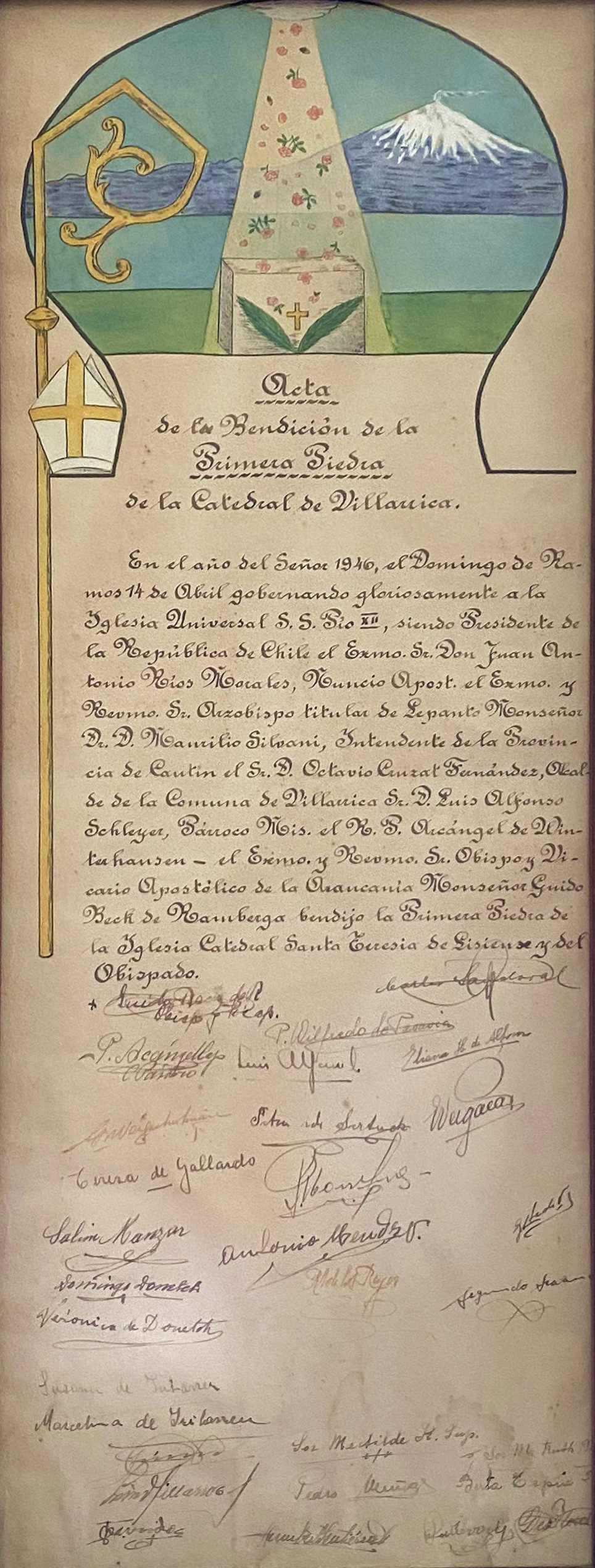
Bendición de la primera piedra de la Catedral de Villarrica (14 de abril de 1946)

En 1948 el obispo Guido Beck de Ramberga trasladó finalmente la sede del vicariato apostólico de la Araucanía desde San José de la Mariquina a Villarrica, por lo que procedió a construir la catedral en dicha urbe entre los años 1950 y 1958.Originalmente estaba dedicada a Santa Teresita de Lisieux debido a la fama de la santa francesa en todo el continente americano, pero, más tarde, debido al realce de la devoción al Sagrado Corazón de Jesús, se decidió cambiar su nombre y advocación.

## Descripción
De estilo moderno, su interior cuenta con mosaicos del artista Giulio di Girolamo (1902-1998), sobre el ábside, detrás del altar mayor, representando a Cristo y la fusión del mundo humano y cultural de Villarrica. El estilo del artista armoniza con el concepto arquitectónico estampado en la catedral.
El mural principal de la Catedral de Villarrica es, sin duda, un elemento icónico del patrimonio religioso y cultural. Esta obra, realizada por Giulio di Girolamo a principios de la década del 60, sorprende por su escala y representación de la Crucifixión de Jesucristo, y por la multiplicidad de componentes de la memoria y del paisaje cultural del territorio lacustre. 

### Valor artístico y religioso
El valor artístico atribuido a este mural es entregado, en parte, por su escala (8,70 m de alto x 7,3 m de ancho) y por su ubicación, dado que se alza sobre el ábside, sorprendiendo a quien ingresa a la Catedral de Villarrica por dicho protagonismo. Esta obra representa una imponente escena central de la crucifixión de Jesús descrita en el Evangelio, la cual se complementa con la cita bíblica escrita en uno de los pilares que señala las palabras que Jesús dirige a Nicodemo: «Porque tanto amó Dios al mundo que nos dió a su propio Hijo» (Juan 3,16). Tal cita invita a los 10 fieles a dirigir la mirada a Jesús crucificado y a sentir el amor sin límites que tiene por toda la humanidad. Es la expresión más sencilla que resume todo el evangelio, toda la fe, toda la teología. Esta función del arte religioso como elemento pastoral, como una elevación de la mente hacia lo espiritual. En palabras de Claudio di Girolamo –artista e hijo del autor principal de esta obra–, esta pintura es del estilo Renacentista, es decir, representa el movimiento cultural y artístico europeo basado en el “renacer” de los valores de la Antigüedad Clásica. Esto se manifiesta, por ejemplo, en el equilibrio, la proporción y la simetría como elementos estéticos al servicio de la composición: «Toda la pintura renacentista medieval en Italia era con la vestimenta de la época», señala el hijo de Giulio, «y, en esta obra, se puede ver claramente el compromiso de la comunidad de esos tiempos con el Evangelio». Así, en la monumental obra está presente el mundo de los laicos en una manifestación de fe que es fruto de la evangelización, siendo retratadas personas características del territorio con vestimenta de la época, como una familia cristiana de colonos y una familia monoparental, entre otros

### Valor histórico
Las obras religiosas son resguardadas, en general, porque son bienes de la cultura del pueblo, porque pertenecen a su historia y sus vivencias compartidas. Dicho de otro modo, así como el patrimonio es testigo del pasado, también presta un notable servicio al presente y al futuro. En efecto, la principal pintura de la Catedral de Villarrica aporta cotidianamente a mostrar el pasado con el fin de cumplir su función —como acción pastoral— entre las personas de un determinado contexto social, cultural y religioso. De manera que, en esta obra, se pueden encontrar personas, órdenes y congregaciones que marcaron una época tanto a nivel local como global. Ejemplo de ello es la representación de monseñor Guido Beck de Ramberga y del papa Juan XXIII, que pasó a la historia por convocar al Concilio Ecuménico Vaticano II el año 1962. Arrodillados frente al calvario, en señal de adoración al Señor (CIC 1378) que entregó su vida por la salvación de la humanidad, se encuentran distintos representantes del mundo religioso y laico de La Araucanía, tales como: la representación de un fraile de la Orden de los Frailes Menores Capuchinos, quienes fundaron la primera Escuela Misional de niños en Villarrica; un sacerdote diocesano que representa a quienes se formaron en el primer Seminario del Vicariato para abocarse a la tarea evangelizadora; una religiosa de la Congregación de las Hermanas de la Santa Cruz; una religiosa de la Congregación de las Hermanas Franciscanas del Sagrado Corazón de Jesús, y una religiosa de las Hermanas Misioneras Catequistas de Boroa, quienes se dedicaron a la educación de niñas mapuches e hijas de colonos en territorios del Vicariato.

### Valor social y cultural
Además de la imponente escena central de la crucifixión de Jesús, en el mural principal de la Catedral se encuentran representados una multiplicidad de componentes de la memoria, la historia y el paisaje cultural de Villarrica, que aportan a la apropiación social y al sentido de pertenencia de la comunidad parroquial en particular y de la ciudadanía en general. «Nada fue al azar», comenta Claudio di Girolamo respecto a la representación en la obra del paisaje natural de la zona lacustre: el volcán, el lago y los cordones montañosos, y especialmente sobre la diversidad de integrantes que la componen. «Este mural es único, porque en él está representada la comunidad; mi papá, como artista, trabajaba desde el afecto con el lugar, porque siempre trataba de plasmar guiños y personajes característicos de cada paisaje y territorio». Ejemplo de ello es que están plasmados una diversidad de representantes de las órdenes y congregaciones religiosas presentes en La Araucanía –señaladas anteriormente– y del mundo laico, como asimismo una familia del pueblo mapuche. Por último, cabe destacar que la belleza posee, por su misma naturaleza, un lenguaje universal, y por eso mismo el patrimonio religioso puede ser compartido por todos los hombres y mujeres en un clima de respeto y tolerancia recíproca, según el espíritu del ecumenismo y del diálogo interreligioso